# Lúcio Wagner
Lúcio Wagner Freitas de Souza, dit Lúcio Wagner, est né le 15 juin 1976 à Rio de Janeiro. C'est un joueur de football de nationalité brésilienne et bulgare. 

## Biographie
De 1986 à 1994, il a été formé au Clube Náutico Capibaribe. 
Il a ensuite joué pour le FC Séville, Benfica Lisbonne et le Cherno More Varna. 
Depuis 2003, il joue milieu de terrain au Levski Sofia avec qui il a gagné la coupe de Bulgarie en 2005 et deux championnats de Bulgarie en 2006 et 2007. 
En mai 2006, pendant la Coupe Kirin il a fait ses débuts avec l'équipe de Bulgarie contre le Japon.

## Carrière
- 1995-1996 : SC Corinthians Alagoano ( Brésil)
- 1996-1997 : Benfica ( Portugal)
- 1997-1998 : FC Séville ( Espagne)
- 2000-2002 : CA Juventus ( Brésil)
- 2002-2003 : Tcherno More Varna ( Bulgarie)
- 2003-... : Levski Sofia ( Bulgarie)